# Jekatierina Djaczenko
Jekatierina Władimirowna Djaczenko (ros. Екатерина Владимировна Дьяченко; ur. 31 sierpnia 1987 w Leningradzie) – rosyjska szablistka, złota medalistka olimpijska i wielokrotna medalistka mistrzostw świata. 
Wystąpiła na igrzyskach olimpijskich w Pekinie w 2008 roku, gdzie zajęła dziewiąte miejsce w zawodach indywidualnych i piąte w drużynowych. Na rozgrywanych osiem lat później igrzyskach w Rio de Janeiro wspólnie z Sofją Wieliką, Janą Jegorian i Juliją Gawriłową zwyciężyła w zawodach drużynowych. Indywidualnie tym razem zajęła siódmą pozycję. 
Na mistrzostwach świata w Turynie (2006) zdobyła drużynowo brązowy medal. W tej samej konkurencji zdobywała również złoto podczas mistrzostw świata w Katanii (2011), mistrzostw świata w Kijowie (2012) i mistrzostw świata w Moskwie (2015), srebro na mistrzostwach świata w Budapeszcie (2013) oraz brąz podczas mistrzostw świata w Kazaniu (2014). Wywalczyła ponadto srebrny medal indywidualnie na mistrzostwach świata w Budapeszcie (2013), w finale przegrywając z Olhą Charłan z Ukrainy.
Wielokrotnie zdobywała medale mistrzostw Europy, w tym złote drużynowo na mistrzostwach Europy w Izmirze (2006), mistrzostwach Europy w Legnano (2012), mistrzostwach Europy w Zagrzebiu (2013), mistrzostwach Europy w Montreux (2015) i mistrzostwach Europy w Toruniu (2016).
Jej brat, Aleksiej Djaczenko, także uprawiał szermierkę.